# Me Refez (canção de Priscilla Alcantara)
"Me Refez" é uma canção da cantora brasileira Priscilla Alcantara, lançada como single em 8 de junho de 2018 pela Sony Music Brasil. É a primeira canção gospel a entrar no TOP 200 do Spotify Global. A canção é o quarto single do novo álbum da cantora, intitulado "Gente" (2018).

## Videoclipe

### Produção
A gravação do videoclipe foi feita na cidade de Limeira, interior de São Paulo. Foi coreografado por Yudi Tamashiro, “Consegui coreografar esse clipe um dia antes em duas horas. Ajoelhei e pedi para Deus me dar uma inspiração”, testemunhou. As manobras de voo realizadas por Priscilla foram ensinadas para a cantora por dois artistas circenses, que acompanharam as gravações do clipe. A fotografia do clipe foi inspirada nos anos 80. O clipe foi dirigido por Branko Jass.

### Lançamento
O videoclipe foi lançado em 14 de julho de 2018 simultaneamente na internet e no talk show The Noite com Danilo Gentili, alcançado mais de 700 mil visualizações, ocupando o 14º lugar do ranking de conteúdos em alta do YouTube. O videoclipe de Me Refez se tornou sucesso de audiência.[carece de fontes?]

## Lista de faixas
| Streaming e download digital |            |                     |         |  |
| N.º                          | Título     | Compositor(es)      | Duração |  |
| 1.                           | "Me Refez" | Priscilla Alcantara | 3:44    |  |

## Prêmios e indicações
| Ano  | Prêmio                  | Categoria       | Trabalho   | Resultado |
| ---- | ----------------------- | --------------- | ---------- | --------- |
| 2018 | Troféu Gerando Salvação | Melhor Clipe    | "Me Refez" | Venceu    |
| 2018 | Troféu Gerando Salvação | Melhor Produção | "Me Refez" | Venceu    |

## Créditos
- Priscilla Alcantara - Composição e vocal
- Yudi Tamashiro - Coreografia
- Johnny Essi - Produção musical
- Branko Jass - Direção geral